# Stefano Perugini

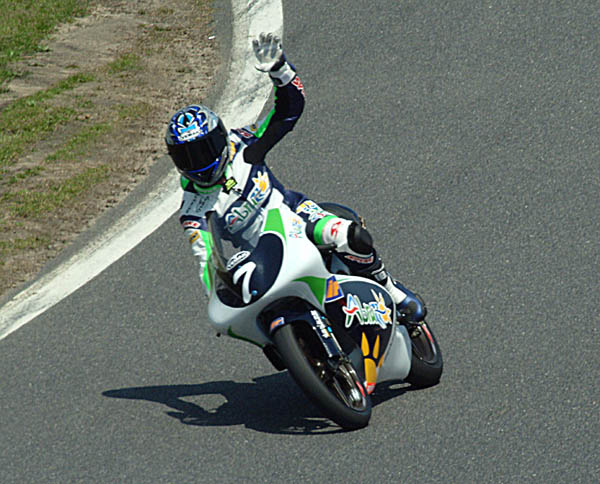
Makoto Tamada op de Suzuka International Racing Course in 2003.

Stefano Perugini (Viterbo, 10 september 1974) is een Italiaans motorcoureur.
Perugini werd in 1992 kampioen in de 125cc-klasse van de Coppa Italia en in 1993 in het Europese 125cc-kampioenschap. Dat jaar maakte hij ook zijn debuut in de 125cc-klasse van het wereldkampioenschap wegrace met een wildcard voor zijn thuisrace op een Aprilia. In 1994 maakte hij zijn fulltime debuut in de klasse en behaalde podiumplaatsen in de Grands Prix van Tsjechië, de Verenigde Staten en Argentinië. In 1995 behaalde hij een aantal tweede plaatsen in Maleisië, Spanje, Italië en Groot-Brittannië, waar hij ook zijn eerste pole position behaalde. In 1996 behaalde hij zijn eerste overwinning in de seizoensopener in Maleisië en behaalde ook overwinningen in Frankrijk en Groot-Brittannië. Met een zesde plaats in het kampioenschap maakte hij in 1997 de overstap naar de 250cc-klasse met Aprilia, waarbij hij regelmatig in de top 10 eindigde. In 1998 stapte hij over naar een Honda, stond dat jaar op het podium in Groot-Brittannië en Imola en behaalde in 1999 een podiumplaats in Frankrijk. Zijn drie seizoenen in de 250cc sloot hij respectievelijk af met een negende, zevende en vijfde plaats in het kampioenschap.
Nadat Perugini in 2000 een jaar pauze nam, keerde hij in 2001 terug in de 125cc-klasse met een Italjet. Ondanks dat hij een motor had waarmee hij niet om de topposities mee kon strijden, behaalde hij in 2002 de pole position in Groot-Brittannië en was een zesde plaats dat jaar in Rio de Janeiro zijn beste resultaat. In 2003 keerde hij terug naar een Aprilia en won direct de eerste race in Japan. Met nog een overwinning in Duitsland en podiumplaatsen in Groot-Brittannië en Tsjechië behaalde hij zijn beste kampioenschapspositie ooit met een vierde plaats. In 2004 stapte hij over naar een Gilera, maar hiermee had hij opnieuw een motor die niet mee kon strijden om de topposities en eindigde slechts als 24e in het kampioenschap. Vanwege zijn leeftijd mocht hij in 2005 niet meer uitkomen in de 125cc-klasse, waardoor hij besloot om te stoppen.